# 77696 Патріціан
77696 Патріціан (77696 Patriciann) — астероїд головного поясу, відкритий 18 липня 2001 року.
Тіссеранів параметр щодо Юпітера — 3,183.